# Nannophlebia agalma
Nannophlebia agalma – gatunek ważki z rodziny ważkowatych (Libellulidae).